# Cystoderma
Genre
Cystoderma (de leur nom vernaculaire les cystodermes) est un genre de champignons basidiomycètes classé autrefois dans la famille des Tricholomataceae, actuellement dans la famille des Cystodermataceae dans le clade I Agaricoïde dans l'ordre des Agaricales.
Le nom du genre a été construit sur le grec kustis, "petit sac" et derma, "peau", en référence à l'armille qui recouvre leur pied et laisse souvent des traces (dentelures) à la marge du chapeau. Ce sont des champignons à lames claires, jadis classés parmi les lépiotes mais plus proches des armillaires.
Le genre comprend plusieurs dizaines d'espèces dont les plus courantes sont :
- Cystoderma amianthinum
- Cystoderma arcticum
- Cystoderma carcharias
- Cystoderma chocoanum
- Cystoderma clastotrichum
- Cystoderma fallax
- Cystoderma haematites
- Cystoderma intermedium
- Cystoderma jasonis
- Cystoderma lilacipes
- Cystoderma muscicola
- Cystoderma niveum
- Cystoderma saarenoksae
- Cystoderma simulatum
- Cystoderma superbum
- Cystoderma tuomikoskii

## Sources
- Heinz Clémençon et al., Les quatre saisons des champignons, La Bibliothèque des Arts,  (ISBN 2-85047-101-1)